# 15670 Albion
15670 Albion (ali kot sprva poimenovan (15760) 1992 QB1 oz. (15760) 1992 QB1) je po odkritju Plutona in Harona prvi čezneptunski asteroid. Spada v skupino kubevanov, ki se nahajajo v Kuiperjevem pasu. Po njegovem odkritju so vse podobne asteroide imenovali QB1, kar se v angleščini izgovarja kot kubevan. 

## Odkritje
Asteroid (15760) 1992 QB1 sta odkrila David C. Jewitt in Jane X. Luu na Observatoriju Mauna Kea, ki leži na Havajih. Odkritelja sta sicer predlagala ime »Smiley«. Vendar že obstoja asteroid 1613 Smiley, tako da predlagano ime ne more biti uporabljeno. Asteroid je dobil samo številko 15760 in ostal neimenovan. Označujejo ga samo z QB1, vendar je ta oznaka lahko zavajujoča, ker obstoja več asteroidov, ki imajo tudi oznako QB1 (npr. (5322) 1986 QB1, (7026) 1993 QB1, (31114) 1997 QB1, (36447) 2000 QB1 in(52468) 1995 QB1)